# Scream 3
Scream 3 és la tercera part de la saga Scream. Es va estrenar el 2000 i va suposar una gran protesta dels fans, ja que l'acció no transcorria a Woodsboro i va rebre males crítiques. El gran canvi va ser per la substitució del guionista Kevin Williamson, pel guionista Ehren Krüeger el qual va voler situar els protagonistes a Hollywood.
Però la recaptació no va anar molt malament, ja que al primer dia va recaptar 32 milions i en total va recaptar 89 milions, tot i ser mal rebuda pels fans i pels crítics cinematogràfics.

## Argument
La Sidney viu amagada de la civilització amb el seu pare, mentre es prepara l'última pel·lícula "Stab" a Hollywood. Però algú torna a assassinar, i en aquest cas, assassina per l'ordre de les víctimes que van apareixent a "Stab 3". Això farà que Sidney hagi de sortir del seu amagatall i enfrontar-se finalment amb el nou assassí.

## Resum de la pel·lícula
La pel·lícula comença amb la mort de Cotton Weary i la seva dona. L'endemà, Gale es troba al plató de "Stab 3" i descobreix que Dewey és el guardaespatlles de l'actriu que interpreta el paper de Gale a "Stab", la Jennifer. Però la següent víctima és una noieta i juntmanet amb el seu cadàver, troben una fotografia de Maureen Prescott, igual que als cadàvers de Cotton Weary i la seva dona.
Gale espia a Dewey i Jennifer, i mentrestant maten a un guardaespatlles i a un actor, Tom, el qual mor en una explosió. I tornen a trobar una altra fotografia. El detectiu Kinckaid investiga el cas i Sidney surt del seu amagatall quan s'adona que l'assassí sap on s'amaga.
Mentrestant, Sidney és atacada de nou per Ghostface i Jennifer i Gale descobreixen que Maureen va ser actriu.
A l'acte final, tots els protagonistes són atrapats dintre una mansió en la qual moren Jennifer, Angelina i Tyler (dos actors de "Stab").
Finalment, Sidney els va a rescatar i és tancada a una habitació on confronta amb l'assassí, que resultava ser Roman, el director de "Stab 3". Sidney és disparada, però portava una armilla antibales i sobreviu. Sidney, Gale, Dewey i el detectiu Kincaid s'amaguen a l'amagatall de Sidney deixant enrere a Hollywood.

## Repartiment

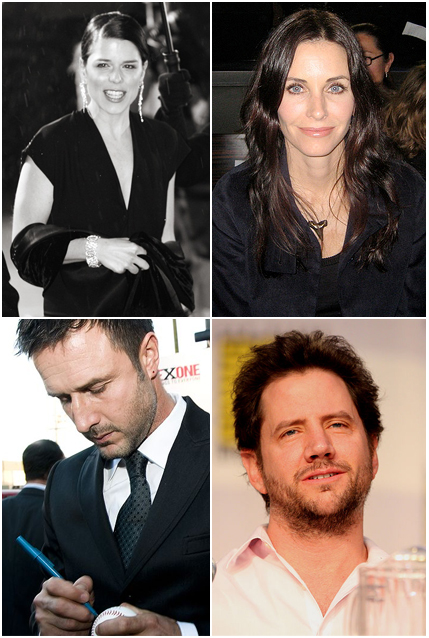
Neve Campbell, Courteney Cox, David Arquette i Jamie Kennedy.

| - David Arquette: Dewey Riley - Neve Campbell: Sidney Prescott - Courteney Cox: Gale Weathers - Patrick Dempsey: Detectiu Mark Kinkaid - Parker Posey: Jennifer Jolie - Scott Foley: Roman Bridger - Jenny McCarthy: Sarah Darling - Deon Richmond: Tyson Fox - Emily Mortimer: Angelina Tyler - Matt Keeslar: Tom Prinze - Patrick Warburton: Steven Stone | - Liev Schreiber: Cotton Weary - Jamie Kennedy: Randy Meeks - Heather Matarazzo: Martha Meeks - Roger L. Jackson: Ghostface (veu) - Carrie Fisher: Bianca Burnette - Kelly Rutherford: Christine Hamilton - Lance Henriksen: John Milton - Kevin Smith: Silent Bob - Jason Mewes: Jay - Matthew Lillard: Stu Macher - Skeet Ulrich: Billy Loomis |